# Kraft Ernst (Oettingen-Wallerstein)

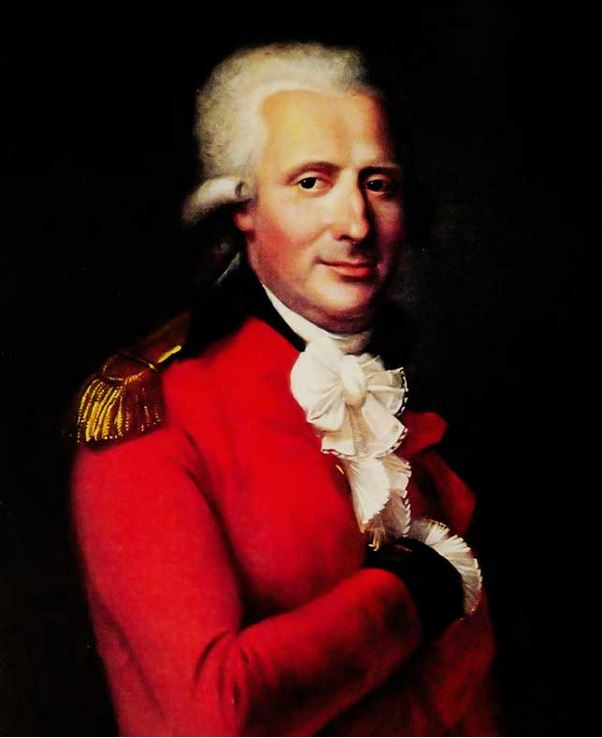
Kraft Ernst Fürst zu Oettingen-Wallerstein

Kraft Ernst Fürst zu Oettingen-Oettingen und Oettingen-Wallerstein (* 3. August 1748 in Hohenaltheim; † 6. Oktober 1802 in Wallerstein) war Graf und ab 1774 Fürst aus dem Hause Oettingen. Er gehörte der katholischen Linie Oettingen-Wallerstein an. Unter seiner Regierungszeit hatte die Oettingen-Wallersteinschen Hofkapelle ihre Hochphase, deren Ruf weit über die Grenzen Schwabens hinausreichte.

## Leben

### Frühe Jahre
Kraft Ernst wurde am 3. August 1748 als Sohn des Grafen Philip Karl (1722–1766) und seiner Frau Charlotte Juliana von Oettingen-Baldern (1728–1791) geboren. An der Herzöglichen Savoyschen Ritterakademie in Wien, erhielt er einen modernes, stark auf Praktisches ausgerichteten Lehrprogramm. Es folgten kürzere Aufenthalte an den Universitäten in Straßburg und Göttingen, an denen er Rechte, Geschichte, Statistik, Naturrecht und Musik studierte sowie eine fast dreijährige Bildungsreise durch Europa.

### Regierungszeit
Nach dem Tod seines Vaters trat Kraft Ernst 1773 mit 25 Jahren die Regierung an. Diese war geprägt von seiner aufgeschlossenen Haltung gegenüber von Reformen auf den verschiedensten Gebieten. So betrieb er in der Grafschaft Oettingen-Wallerstein den Chausseebau, unterstützte die Gründung von Manufakturen und kümmerte sich um die Gesundheit der Bevölkerung, indem er die Hebammenausbildung und die Pockenschutzimpfung förderte. Die Erträge seiner überwiegend bäuerlichen Untertanen versuchte Kraft Ernst durch zahlreiche Maßnahmen zur Intensivierung der Landwirtschaft und der Viehzucht zu erhöhen. Als Berater wirkte hierbei der Ökonom und Pfarrer aus Kupferzell Johann Friedrich Mayer (1719–1798). Außerdem führte er in seiner Grafschaft die Normalschule nach dem Vorbild des Abts Johann Ignaz von Felbiger (1724–88) ein. Im Hinblick auf die Anstrengungen zur Volksaufklärung in der Grafschaft Oettingen im letzten Drittel des 18. Jahrhunderts entwickelte sich diese laut Forschung von Rudolf Schenda zu „einen der geistig fortschrittlichsten Kleinstaaten Deutschlands“.
Durch Kaiser Joseph II. wurde Kraft Ernst im Jahr 1774 und somit auch die Linie Oettingen-Wallerstein in den Reichsfürstenstand erhoben.

### Zuneigung zur Musik und Kunst
„Die Hofkapelle des Fürsten Kraft Ernst zu Oettingen-Wallerstein [gehörte] im letzten Jahrhundertviertel zu den führenden Orchestern in Süddeutschland.“ Einen wesentlichen Anteil am Aufbau der Hofkapelle hatte – neben dem württembergischen Dragoneroffizier Ignaz von Beecke als Intendanten – der aus Böhmen stammende Kapellmeister Antonio Rosetti. Sowohl Mozart als auch Haydn traten zu Kraft Ernst und seiner Hofkapelle in Beziehung. Christian Friedrich Daniel Schubart widmete der Hofkapelle in seinen Ideen zu einer Ästhetik der Tonkunst ein eigenes Kapitel.
Daneben kaufte Kraft Ernst wertvolle Handschriften und setzt sich damit in eine wissenschaftsgeschichtliche Tradition, die in dem Aufbau der bedeutenden Oettingen-Wallersteinschen Bibliothek münden sollte und von seinem Sohn Ludwig fortgeführt wurde.

## Familie
Kraft Ernst heiratete in erster Ehe am 25. August 1774 Maria Theresia von Thurn und Taxis (1757–1776), die älteste Tochter von Fürst Karl Anselm, auf Schloss Trugenhofen. Das Paar hatte eine Tochter:
- Friederike Sophie Therese Antonie, (* 5. März 1776; † 17. Juli 1831) ⚭ 1802 Fürst Karl Eugen von Lamberg (* 1. April 1764; † 1. Mai 1831), Eltern von Gustav Joachim von Lamberg

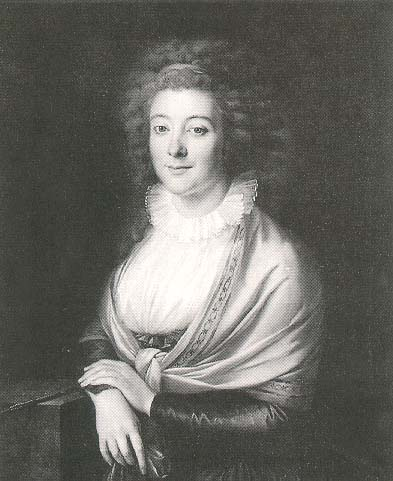
Porträt von Wilhelmine Friederike von Württemberg, der zweiten Ehefrau von Kraft Ernst

Nach dem frühen Tod von Maria Theresia heiratete er 1789 in zweiter Ehe Wilhelmine Friederike von Württemberg, eine Tochter von Herzog Ludwig Eugen. Aus dieser Ehe gingen folgende Kinder hervor:
- Ludwig Kraft Ernst zu Oettingen-Oettingen und Oettingen-Wallerstein (1791–1870) ⚭ Maria Crescentia Bourgin (1806–1853)
- Friedrich Kraft Heinrich zu Oettingen-Oettingen und Oettingen-Wallerstein  (* 16. Oktober 1793; † 15. November 1842) ⚭ Sophie von Fürstenberg (1804–1829) ⚭ Maria Anna von Trauttmansdorff-Weinsberg (1806–1885)
- Karl Anselm Kraft zu Oettingen-Oettingen und Oettingen-Wallerstein (* 6. Mai 1796; † 4. März 1871) ⚭ Julia von Dietrichstein (1807–1883)
- Sophie Albertine Dorothea Eleonore (* 27. August 1797; † 14. Februar 1880) ⚭ 1821 Graf Alfred Eckbrecht von Durckheim-Montmartin (* 11. August 1794; † 22. Januar 1879)
- Marie Charlotte Therese (1798–1804)
- Franz Joseph Karl (1799–1800)
- Marie Therese (* 13. August 1799; † 6. Februar 1859) ⚭ 1827 Freiherr Friedrich von Speth zu Unter-Marchtal († 8. Juli 1850)
- Charlotte Wilhelmine zu Oettingen-Oettingen und Oettingen-Wallerstein (* 14. Februar 1802; † 4. Januar 1893) ⚭ Albert Raimund Zeno Montecuccoli-Laderchi (1802–1852)
- Marie Ernestine (* 5. Juli 1803; † 1. Februar 1872) ⚭ 1843 Landgraf Joseph Ernst Egon zu Fürstenberg (* 22. Februar 1808; † 6. März 1892)